# Спеціальний зв'язок

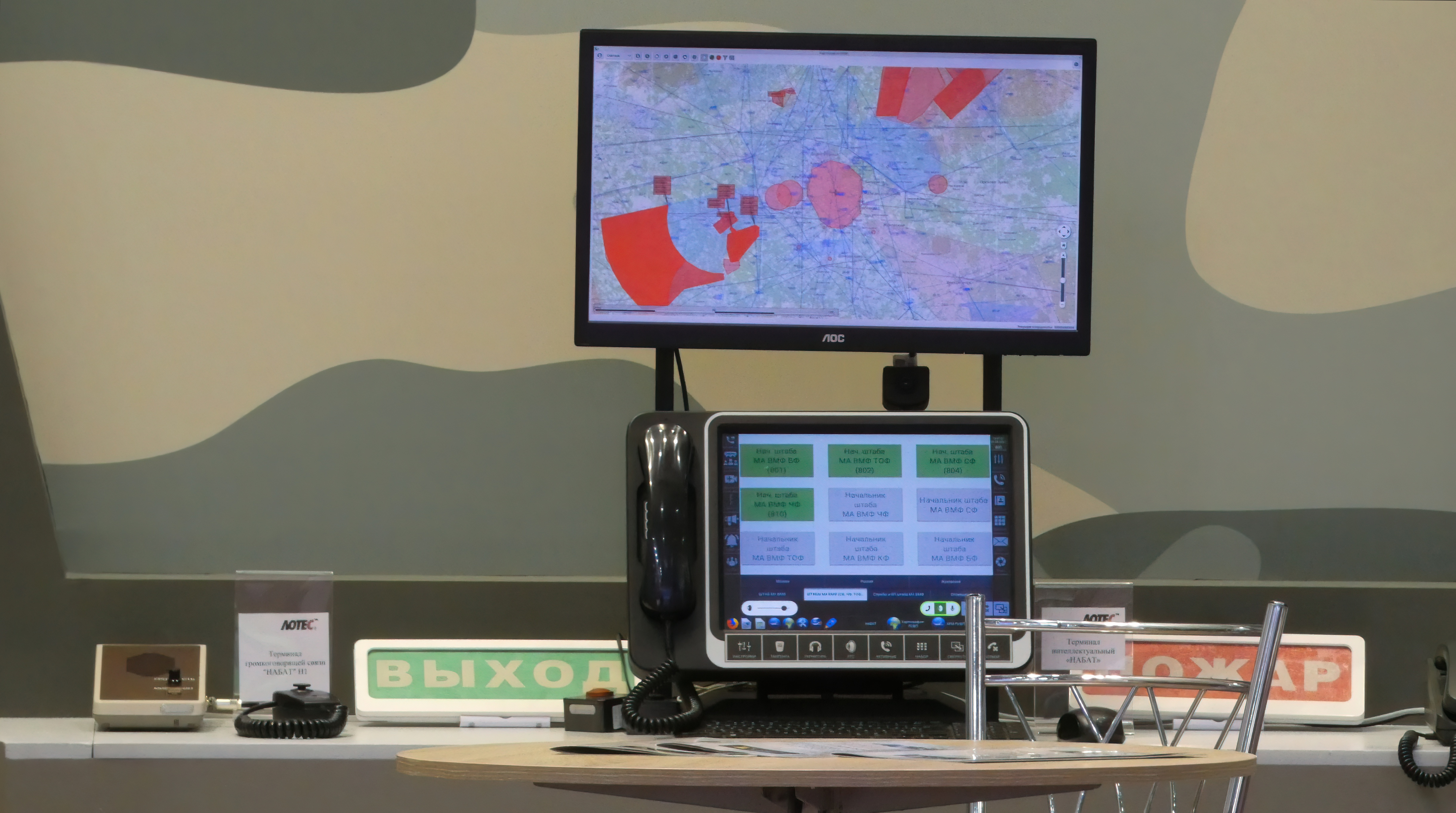
«Набат» - інтелектуальний термінал зв'язку

Спеціа́льний зв'язо́к — передавання, випромінювання та/або приймання знаків, сигналів, письмового тексту, зображень та звуків або повідомлень, які містять інформацію з обмеженим доступом, по радіо, дротових, оптичних або інших електромагнітних системах з використанням засобів  криптографічного та/або технічного захисту інформації з додержанням вимог законодавства щодо її захисту. 
Одним із видів спеціального зв'язку є урядовий зв'язок.
Спеціальний радіозв'язок — зв'язок (односторонній чи двосторонній) між розвідцентром (центральними і підлеглими радіовузлами) та кореспондентами агентурної мережі  в розвідці.